# Cofio
El Cofio es un río de la parte central de España, un afluente por la izquierda del Alberche —este, a su vez, tributario del Tajo—. Discurre por las provincias de Ávila, en la que tiene su fuente, y de Madrid, donde desemboca en el embalse de San Juan, construido sobre el Alberche. Su recorrido sigue, en líneas generales, la vertical norte-sur y se extiende a lo largo de 51 km.

## Curso
Con una longitud de 51 km, su subcuenca hidrográfica drena una superficie de 638,16 km².
El Cofio nace por la confluencia de dos corrientes de agua de la sierra de Malagón, perteneciente a la Sierra de Guadarrama. Desde Peguerinos (Ávila), baja el llamado río de las Herreras, que nace a 1722 m de altitud, y desde Las Navas del Marqués (Ávila)el arroyo Valtravieso. Ambos confluyen a unos 1200 metros de altitud, en la linde entre los términos municipales de los dos pueblos mencionados.  El Cofio entra en la Comunidad de Madrid por Santa María de la Alameda y bordea los Altos de Peguerinos por la izquierda.
La accidentada topografía del terreno le obliga a describir numerosas curvas, que llegan a alcanzar los noventa grados. Es el caso del meandro situado al sur del término municipal de Santa María de la Alameda, en la linde con Las Navas del Marqués (Ávila), a partir del cual el río toma rumbo oeste-este.
Vuelve a recuperar la vertical norte-sur, tras recibir por la izquierda las aguas del río de La Aceña, y salta desde la provincia de Madrid (donde marca los límites políticos de Robledo de Chavela, Valdemaqueda y Navas del Rey) a la de Ávila (donde sirve de frontera entre El Hoyo de Pinares y Cebreros), para entrar nuevamente en la comunidad madrileña. En el término de este último municipio abulense, su caudal se enriquece con las aportaciones del arroyo de La Hoz, del río Beceas y de los colectores de El Sotillo y de La Puebla.
El río era contenido, en su tramo intermedio, por el embalse de Robledo de Chavela, cerca del municipio del mismo nombre, aunque fuera de su término. Tenía una capacidad de 0,2 hm³ y fue construido en los años 60 para abastecer de agua potable a la citada localidad. El embalse fue demolido en 2014.
Poco antes de su desembocadura, sus aguas vuelven a quedar retenidas por el embalse de San Juan, próximo a San Martín de Valdeiglesias (Madrid). A este embalse, formado principalmente por el Alberche, el Cofio contribuye con una aportación anual media de 184 hm³ [nota requerida].

## Valores ambientales y monumentales

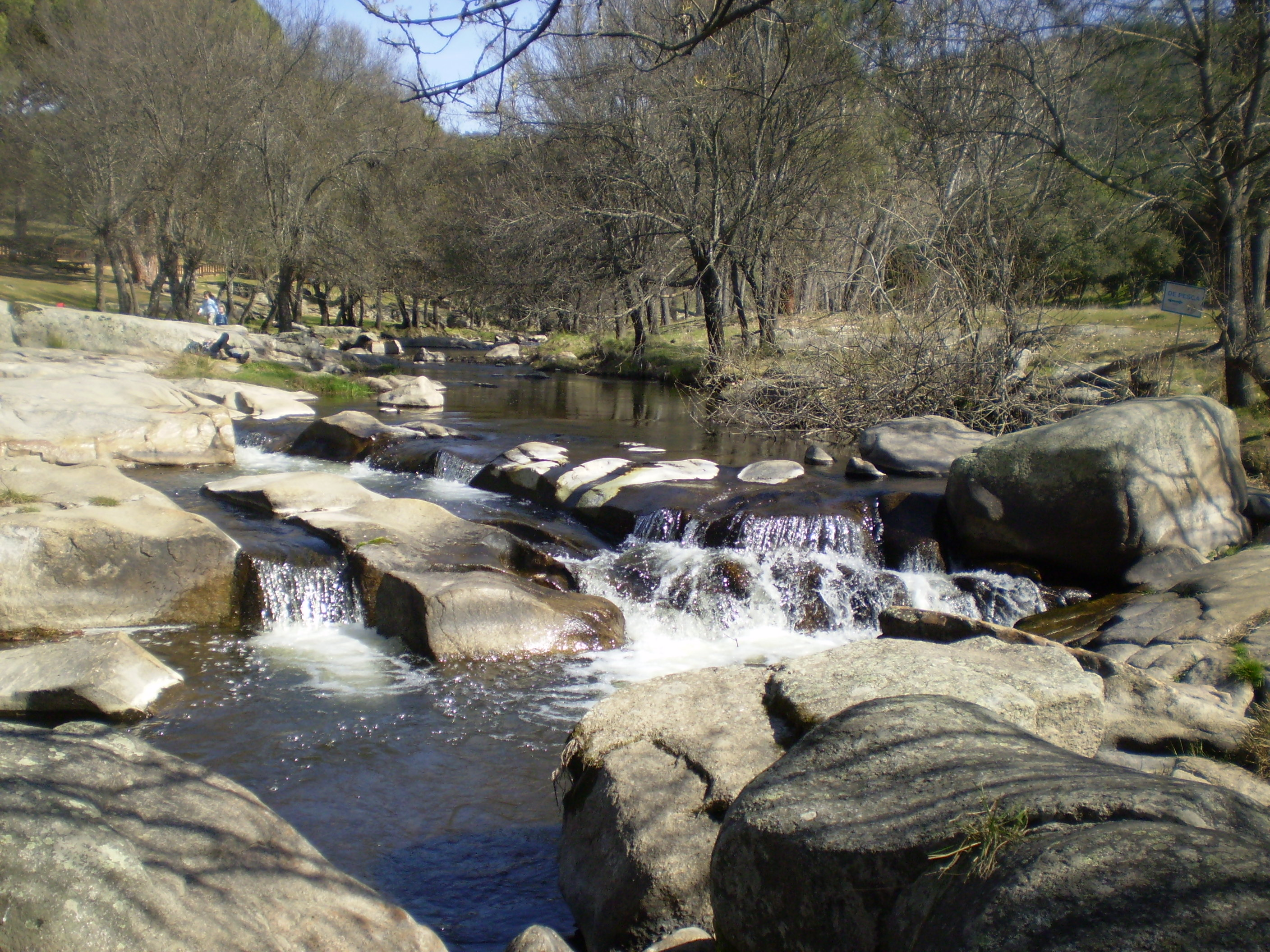
Vista del Cofio, en el término municipal de Valdemaqueda (Madrid).

El Cofio se comporta, en la mayor parte de su recorrido, como un río de montaña. Son frecuentes los encajamientos y las gargantas a lo largo de su curso. Todo ello configura un paisaje de gran valor medioambiental, donde destaca la vegetación ripícola de chopos, fresnos, sauces y alisos, así como sus cotos de pesca y la fauna avícola, anfibia y reptil que habita en sus aguas y riberas.
Alrededor del río se han articulado varias rutas de senderismo y algunos de sus enclaves son utilizados para la práctica de deportes de riesgo, como el puente del río Cofio.
Entre las construcciones humanas, sobresale el llamado Puente Mocha, conocido popularmente como Puente Romano, si bien su origen es bajomedieval o prerrenacentista. Está situado en el término de Valdemaqueda (Madrid) y su estructura es de lomo de asno, con cuatro arcos de medio punto y dos vanos de losas planas.
También hay que nombrar el Puente de Recondo, de siete arcos y 50 metros de altura, que es parte de la línea de ferrocarril de Madrid a Ávila.

## Curiosidades
- El Cofio recibe el sobrenombre de río de los molinos, por la abundancia de molinos en sus márgenes, a los que se les atribuye un origen musulmán.

- El viaducto situado sobre el Cofio, también llamado puente del río Cofio, a la altura del km 43,5 de la carretera M-505, en el límite de las provincias de Madrid y Ávila, es un lugar frecuentado por los aficionados al puenting, al góming y a otras modalidades de saltos encordados, a pesar del accidente mortal que tuvo lugar en 2002.[6] El puente alcanza una longitud de casi 300m de largo, 65m de alto y ofrece la posibilidad de realizar varios tipos de saltos y a diferentes alturas. El 6 de julio de 2013 falleció otra persona en este viaducto mientras practicaba puenting.[7] El 5 de febrero de 2015, falleció un empresario abulense debido a una ráfaga de viento.[8]
- El río Cofio da nombre a una urbanización, situada en las inmediaciones de Robledo de Chavela (Madrid).